# فرودگاه بین‌المللی لاورنسویل-وینسنس
فرودگاه بین‌المللی لاورنسویل-وینسنس (به انگلیسی: Lawrenceville-Vincennes International Airport) (به زبان بومی: George AAF) یک فرودگاه همگانی بهره‌برداری هوایی با کد یاتا LWV است که یک باند فرود آسفالت دارد و طول باند آن ۱۵۸۴ متر است. این فرودگاه در کشور ایالات متحده آمریکا قرار دارد و در ارتفاع ۱۳۱ متری از سطح دریا واقع شده است.